# Rodrigo Paz
Rodrigo Paz Delgado (Tulcán, 20 de diciembre de 1933-Tampa, 17 de agosto de 2021) fue un empresario, banquero, político y dirigente deportivo ecuatoriano.

## Biografía
Fue alcalde de Quito entre 1988 y 1992. Fue candidato a la presidencia de Ecuador en 1996. También fue ministro de finanzas en el gobierno de Jaime Roldós y presidente del Consejo Nacional de Modernización (CONAM) en el gobierno interino de Fabián Alarcón.
En 2004, buscó un nuevo período al frente de la capital ecuatoriana siendo derrotado por Paco Moncayo, quien fungía de alcalde desde 2000 y alcanzó una amplia ventaja frente a Paz.
En al ámbito deportivo fue dirigente de Liga Deportiva Universitaria, siendo el impulsor para la construcción de su estadio en 1997. Durante su dirección en el equipo, se obtuvieron logros como la Copa Libertadores, la Copa Sudamericana y las Recopas Sudamericanas 2009 y 2010.
En el ámbito bancario fue uno de los fundadores del banco Produbanco en 1978.

### Últimos años y fallecimiento
En los últimos años tuvo problemas respiratorios y pulmonares ya que padecía de asma. El 17 de agosto de 2021, falleció en un hospital de Tampa, Florida, debido a una hemorragia digestiva.